# کروبونوش
کروبونوش (به لهستانی:  Krobonosz) یک روستا در لهستان است که در گمینا ساوین واقع شده‌است.